# شنركل الغواصة

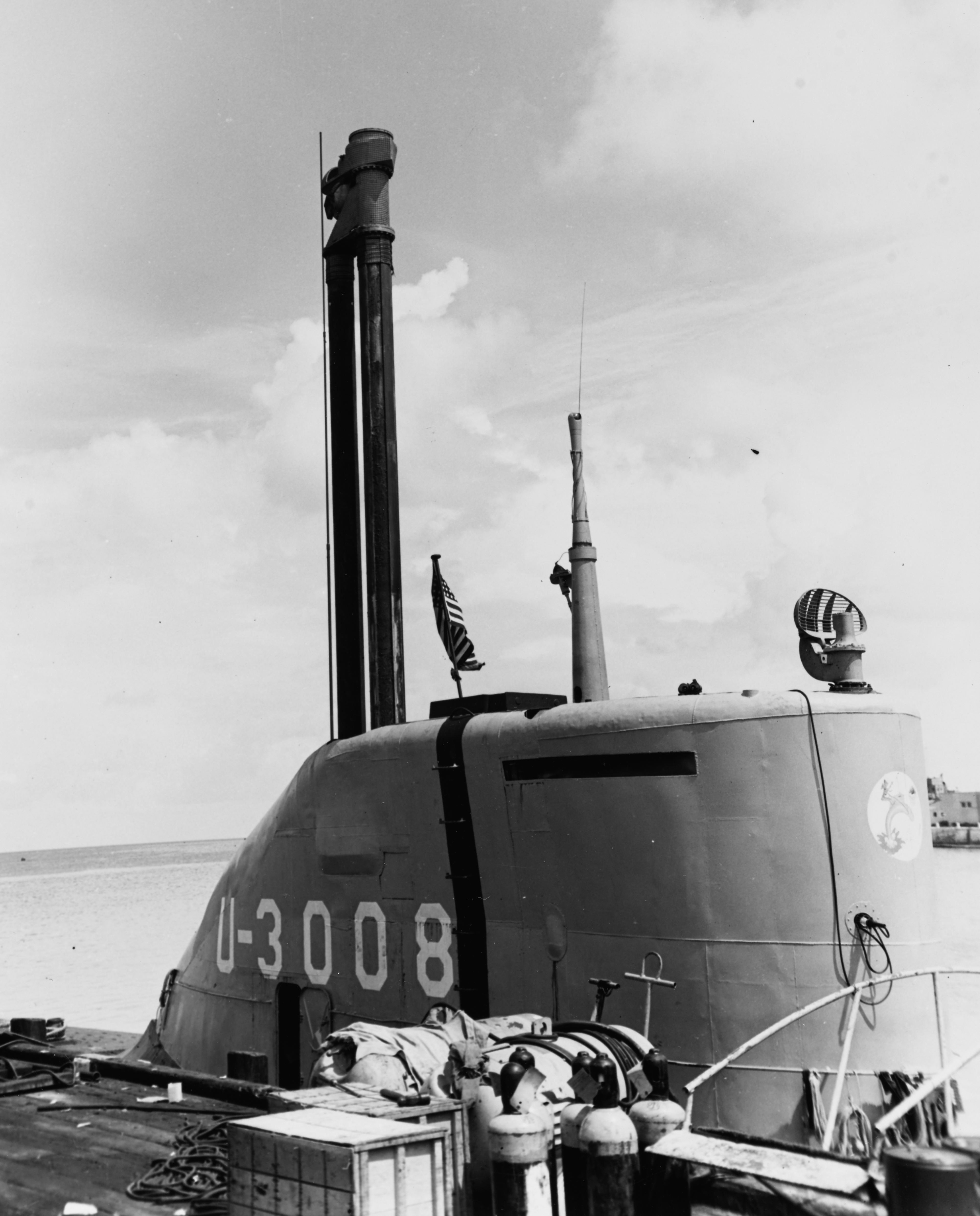

شَنَركل الغواصة هو الجهاز الذي يسمح للغواصة أن تعمل تحت الماء أي اثناء غوصها في حين لا تزال تزود بالهواء من فوق السطح. يشير أفراد البحرية الملكية البريطانية غالبًا إلى الشخير. مفهوم ابتكره المهندسون الهولنديون، وقد استخدم على نطاق واسع في يو بوت الألمانية خلال السنة الأخيرة من الحرب العالمية الثانية والمعروفة لهم باسم Schnorchel.